# Заведий, Виктор Иванович
Виктор Иванович Заведий (24 февраля 1939 года, Кременчуг, Полтавская область , УССР) — передовик производства, бригадир машинистов-операторов при ликвидации аварии на Чернобыльской АЭС. Герой Социалистического Труда (1986).

## Биография
Родился 24 февраля 1939 года в рабочей семье в городе Кременчуг Полтавской области, Украинская ССР. После получения среднего образования поступил в ремесленное училище, по окончании которого в 1957 году получил специальность «кузнец свободной ковки». С 1957 года по 1960 год работал на Крюковском вагоностроительном заводе. В 1960 году был призван на срочную службу в армию. После армии продолжил трудовую деятельность на Крюковском вагоностроительном заводе. В 1966 году работал на предприятиях Министерства среднего машиностроения ССР. Работал в городе Шевченко, Мангышлакская область. В 1976 году переехал вместе с семьёй в город Снечкус, Литовская ССР. В Снечкусе работал в Западном управлении строительства. Участвовал в строительстве Игналинской атомной станции. За высокие трудовые успехи при строительстве атомной станции был награждён орденом «Знак Почёта». Летом 1986 года участвовал в ликвидации аварии на Чернобыльской АЭС. Руководил в зоне высокой радиации бригадой машинистов-операторов по укладке бетонного «саркофага» 4-го энергоблока АЭС. За выполнение заданий во время работ на Чернобыльской АЭС был удостоен в 1986 году звания Героя Социалистического Труда.
В 1991 году переехал в город Нововоронеж Воронежской области. Работал до выхода на пенсию в 1998 году водителем и механиком на местном автопредприятии.

## Награды
- Герой Социалистического Труда — указом Президиума Верховного Совета СССР № 6245-Х1 «За мужество и самоотверженный труд, проявленные при ликвидации последствий аварии на Чернобыльской АЭС и устранение её последствий» от 24 декабря 1986 года
- Орден Ленина (1986)
- Орден «Знак Почёта» (1981)